# Teoremi di Mertens
Nella teoria analitica dei numeri, i teoremi di Mertens sono tre risultati dimostrati da Franz Mertens nel 1874 connessi alla densità dei numeri primi.

## Enunciati
In seguito, {\displaystyle p\leq n} indica tutti i numeri primi non maggiori di {\displaystyle n}.
Primo teorema di Mertens:
{\displaystyle \sum _{p\leq n}{\frac {\ln p}{p}}-\ln n}
non supera 2 in valore assoluto per ogni {\displaystyle n\geq 2}. (A083343)
Secondo teorema di Mertens:
{\displaystyle \lim _{n\to \infty }\left(\sum _{p\leq n}{\frac {1}{p}}-\ln \ln n-M\right)=0,}
dove {\displaystyle M} è la costante di Meissel-Mertens (A077761). Più precisamente, Mertens dimostrò che l'espressione nel limite è minore in valore assoluto di
{\displaystyle {\frac {4}{\ln(n+1)}}+{\frac {2}{n\ln n}}}
per ogni {\displaystyle n\geq 2}.
Terzo teorema di Mertens:
{\displaystyle \lim _{n\to \infty }\ln n\prod _{p\leq n}\left(1-{\frac {1}{p}}\right)=e^{-\gamma },}
dove {\displaystyle \gamma } è la costante di Eulero-Mascheroni (A001620).

## Cambi di segno
In un articolo del 1983 sulla velocità di crescita della funzione sigma, Guy Robin dimostrò che nel secondo teorema di Mertens la differenza
{\displaystyle \sum _{p\leq n}{\frac {1}{p}}-\ln \ln n-M}
cambia segno infinite volte, e che pure nel terzo teorema la differenza
{\displaystyle \ln n\prod _{p\leq n}\left(1-{\frac {1}{p}}\right)-e^{-\gamma }}
cambia segno infinite volte. I risultati di Robin sono analoghi al famoso teorema di Littlewood che la differenza {\displaystyle \pi (x)-li(x)} cambia segno frequentemente. Non si è ancora scoperto un analogo del numero di Skewes (un limite superiore sul primo numero naturale per cui {\displaystyle \pi (x)>li(x)}) nel caso del secondo e del terzo teorema di Mertens.

## Secondo teorema di Mertens e il teorema sui numeri primi
Riguardo alla sua formula asintotica del secondo teorema, Mertens nel suo articolo fa riferimento a "due formule curiose di Legendre", la prima è il prototipo del suo secondo teorema (e la seconda un prototipo del terzo teorema: vedere le prime righe dell'articolo). Rammenta che è contenuta nella terza edizione del "Théorie des nombres" del 1830 (in realtà già menzionata nella seconda edizione del 1808) di Legendre, e che una versione più elaborata fu dimostrata da Chebyshev nel 1851. Da notare che, già nel 1737, Eulero conosceva il comportamento asintotico di questa serie.
Mertens descrive diplomaticamente la sua dimostrazione come più precisa e rigorosa. In realtà nessuna delle precedenti dimostrazioni erano accettabili dagli standard moderni: il calcolo di Eulero coinvolgeva l'infinito (e il logaritmo iperbolico di infinito, come anche il logaritmo del logaritmo di infinito); il ragionamento di Legendre è euristico; e la dimostrazione di Chebyshev, sebbene corretta, faceva uso della congettura di Gauss-Legendre, che sarà dimostrata solo nel 1896 e conosciuta come teorema dei numeri primi.
La dimostrazione di Mertens non si basa su nessuna congettura (nel 1874), e solo su semplice analisi matematica. Fu pubblicata 22 anni prima della dimostrazione del teorema dei numeri primi che, per contrasto, dipende dalla attenta analisi del comportamento della funzione Zeta di Riemann come una funzione a variabile complessa.
La dimostrazione di Mertens è per questo motivo notevole. In realtà, con la notazione moderna O-grande si scrive come
{\displaystyle \sum _{p\leq x}{\frac {1}{p}}=\log \log x+M+O(1/\log x)}
mentre si può mostrare che il teorema dei numeri primi (nella sua forma più semplice, senza stima dell'errore), è equivalente a
{\displaystyle \sum _{p\leq x}{\frac {1}{p}}=\log \log x+M+o(1/\log x).}
Nel 1909 Edmund Landau, utilizzando la migliore versione a sua disposizione del teorema dei numeri primi, dimostrò che vale
{\displaystyle \sum _{p\leq x}{\frac {1}{p}}=\log \log x+M+O(e^{-(\log x)^{1/14}})}
In particolare il termine d'errore è minore di {\displaystyle 1/(\log x)^{k}} per ogni intero {\displaystyle k} fissato. Una semplice sommazione per parti, che sfrutta la forma più forte del teorema dei numeri primi, migliora la stima a
{\displaystyle \sum _{p\leq x}{\frac {1}{p}}=\log \log x+M+O(e^{-c(\log x)^{3/5}(\log \log x)^{-1/5}})}
per qualche {\displaystyle c>0}.